# Константинов, Виленин Дмитриевич
Виленин Дмитриевич Константинов (1924—2018) — советский и российский учёный, кандидат технических наук, профессор МГТУ ГА. Автор учебно-методических трудов и 5 изобретений. Награждён медалями за взятие Варшавы, Праги, Берлина.

## Биография
Родился в Кемерово. Служил механиком по электрооборудованию самолетов полученных по ленд-лизу в 199-й бомбардировочном полку авиации дальнего действия. В 1954 году окончил ВВИА им. проф. Н. Е. Жуковского. Работал заместителем начальника кафедры «Эксплуатация авиационного оборудования» ВВИА им. проф. Н. Е. Жуковского. Награждён орденом Отечественной войны 2 степени, а также 14 медалями Министерства обороны.
Преподаватель кафедры технической эксплуатации авиационных электросистем и пилотажно-навигационных комплексов (ТЭАЭС и ПНК) МГТУ ГА. Специализация диагностика авиационной техники, конкретная авиационная техника, основы технической эксплуатации авиационной техники.
У Константинова В. Д. защищали диссертацию Валентина Терешкова и Олег Рогозин.

## Научные работы, учебники, монографии и статьи
- В. Д. Константинов. Методика оценки качества структуры организации по техническому обслуживанию авиационной техники[3] // Научный вестник МГТУ ГА, 2007 год
- В. Д. Константинов, И. Г, Уфимцев, Н. В. Козлов. Авиационное оборудование самолетов[4] // Военное издательство издательство Министерства Обороны СССР, 1970 год
- В. Д. Константинов. Техническая эксплуатация АЭС и ПНК для студентов специальности и направления всех форм обучения // МГТУ ГА. 2013 год.
- В. Г. Воробьев, В. Д. Константинов, Г. А. Куликов, М. И. Пальчих, В. Т. Денисов. Техническая эксплуатация авиационного оборудования[5] // Транспорт, 1990.
- В. Г. Воробьев, С. В. Глухов, В. Д. Константинов, И. М. Синдеев. Диагностирование и прогнозирование технического состояния авиационного оборудования[5] // Транспорт, 1984
- В. Д. Константинов. Количественная оценка характеристик готовности авиационного оборудования в процессе эксплуатации[5] // МИИ ГА, 1981
- В. Д. Константинов. Программирование некоторых задач по инженерно-авиационному обеспечению в АТБ ГА для решения их на ЦВМ[5]// МИИ ГА, 1991.
- В. Д. Константинов. Основы теории надежности авиационной техники // МИИ ГА, 1992
- В. Г. Воробьев, В. Д. Константинов. Техническое обслуживание и ремонт авиационных электросистем и пилотажно-навигационных комплексов[6] // МГТУ ГА; Университетская книга, 2007 — ISBN 978-5-86311-558-0
- В. Д. Константинов, Л. О. Марасанов. Основы технической эксплуатации авиационных электросистем и пилотажно-навигационных комплексов[7] // Учебное пособие. — М.: Московский государственный технический университет гражданской авиации (МГТУ ГА), 2017 ISBN 978-5-903865-30-7